# Фалчано (Пистоја)
Фалчано је насеље у Италији у округу Пистоја, региону Тоскана.
Према процени из 2011. у насељу је живело 34 становника. Насеље се налази на надморској висини од 64 м.